# Mohamed Yattara
Mohamed Lamine Yattara (Conakry, 28 juli 1993) is een Guinees voetballer die bij voorkeur als aanvaller speelt. Hij staat sinds 2017 onder contract bij AJ Auxerre. In 2012 maakte Yattara zijn debuut in het Guinees voetbalelftal.

## Clubcarrière
Yattara is afkomstig uit de jeugdacademie van Olympique Lyon. In januari 2012 werd hij voor zes maanden uitgeleend aan Arles-Avignon. Hij maakte vijf doelpunten in negentien wedstrijden voor Arles-Avignon in de Ligue 2. Tijdens het seizoen 2012/13 werd hij uitgeleend aan  Troyes AC, waar hij drie doelpunten in 23 wedstrijden maakte in de Ligue 1. Tijdens het seizoen 2013/14 werd hij opnieuw uitgeleend aan een club uit de tweede competitie van Frankrijk. Bij SCO Angers speelde hij tot dan toe de meeste competitieduels in één seizoen in zijn carrière en was hij elfmaal trefzeker. In juli 2014 tekende Yattara een nieuw contract bij Lyonnais. Een jaar later vertrok Yattara naar Standard Luik, dat circa €2.200.000,- voor hem betaalde.

## Interlandcarrière
Mohamed Yattara maakte zijn debuut in het Guinees voetbalelftal op 15 augustus 2012 in een oefeninterland tegen Marokko (1–2 winst). Op 9 juni 2013 maakte hij twee doelpunten in een kwalificatiewedstrijd voor het wereldkampioenschap voetbal 2014 tegen Mozambique (6–1 winst). In december 2014 nam bondscoach Dussuyer hem op in de selectie voor het Afrikaans kampioenschap voetbal 2015. In de eerste groepswedstrijd van dat toernooi, op 20 januari, maakte hij het openingsdoelpunt (eindstand 1–1).